# Baldet (månkrater)
För andra betydelser, se Baldet.
Baldet är en nedslagskrater på månens baksida. Baldet har fått sitt namn efter den franske astronomen Fernand Baldet.
Kratern har en diameter på ungefär 55 km.

## Satellitkratrar
| Baldet | Latitud | Longitud | Diameter |
| ------ | ------- | -------- | -------- |
| J      | 54.6° S | 149.5° V | 17 km    |